# Pont des Granges (Allondon)
Le pont des Granges est un pont routier et piéton sur l'Allondon.

## Localisation
Le pont des Granges est le second pont le plus en amont de l'Allondon lors de son entrée en Suisse.
Reliant les communes de Dardagny et de Satigny, il est situé quelques mètres en aval après le confluent du Nant du Bois-Maillart dans l'Allondon. Il est nommé ainsi en référence au hameau des Granges qui se trouve sur la rive droite à quelques mètres en aval du pont.

## Histoire
Le pont des Granges est construit en 1842 à l'emplacement d'un ancien gué sur demande des habitants des villages d'Essertines, de Malval et des Granges qui devaient alors descendre le cours de la rivière jusqu'à Dardagny pour traverser sur l'unique pont de l'Allondon, perdant ainsi plus d'une heure pour se rendre au marché de Genève.
Le coût de ce pont s'élève à 12 000 francs de l'époque. Il est couvert à moitié par une souscription publique et pour l'autre moitié par un crédit alloué par le Grand Conseil genevois.

## Sources
- Inventaire des voies de communication historiques de la Suisse, Les chemins historiques du canton de Genève, Berne, Office fédéral des routes, 2007 (lire en ligne)